# Jan Weenix

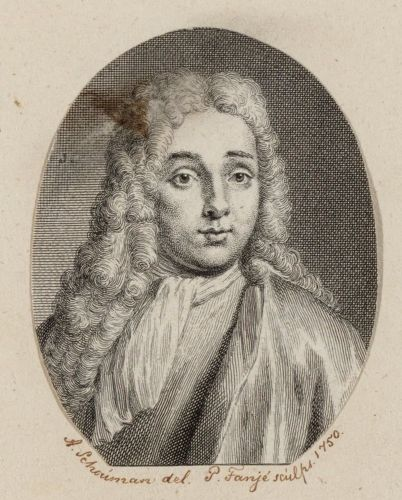
Retrato de Jan Weenix, grabado de Pieter Tanjé por dibujo de Aert Schouman, 1750.

Jan Weenix (Ámsterdam, c. 1640/1642-1719) fue un versátil pintor neerlandés que cultivó tanto el paisaje como el retrato, la pintura decorativa de interiores y las naturalezas muertas de flores y piezas caza, un género este último que había sido escasamente practicado en Holanda y en el que Weenix destacó particularmente, contribuyendo con sus populares composiciones a configurar el modelo típico de decoración de las aristocráticas casas de campo neerlandesas del siglo XVIII.

## Biografía

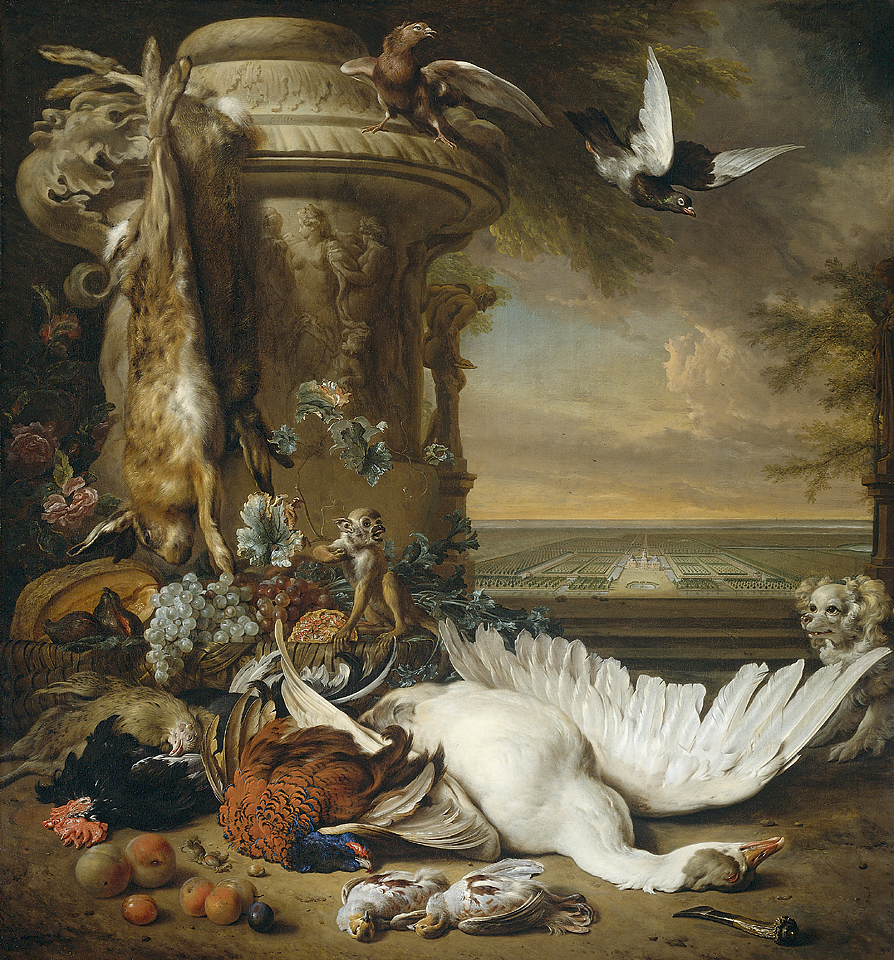
Naturaleza muerta de caza y frutas junto a un jarrón de jardín, con un mono, un perro y dos palomas, en la distancia Rijksdorp cerca de Wassenaar, residencia de Jacob Emmery, barón de Wassenaar, 1714. Óleo sobre lienzo, 176 x 160 cm. Ámsterdam, Rijksmuseum.

Hijo de Jan Baptist Weenix y de Josina Hondecoeter, de una familia de pintores, y discípulo de su padre, aparece registrado en el gremio de San Lucas de Utrecht en 1664 y 1668. En 1669 residía en La Haya. Posiblemente en 1675 había regresado ya a Ámsterdam donde en 1679 contrajo matrimonio con Petronella Backer, con quien tuvo trece hijos. De ellos, Maria, podría haber sido también pintora. A partir de 1702 trabajó con regularidad para el elector palatino Juan Guillermo del Palatinado en la decoración de su palacio de Bensberg, para el que de 1710 a 1714 pintó una serie de doce grandes lienzos con escenas de caza ahora conservados en las Bayerische Staatsgemäldesammlungen de Múnich. No es seguro, sin embargo, que durante este tiempo residiese con regularidad en Düsseldorf y podría haberlos pintado en Ámsterdam, trasladándose a Alemania solo para su instalación y reparación de los daños ocasionados en el viaje.
El primer bodegón fechado que se conoce, un bodegón de frutas datado en 1676, se conserva en la Wallace Collection de Londres. Otros bodegones de flores fechados se conservan en el musée des Beaux-Arts de Lyon (1694), el Kunsthalle de Hamburgo (1712) y la Alte Pinakothek de Múnich (Un agave en un jarrón de jardín en el que aparece representado Cristo resuiotado con la Magdalena rodeada de otras plantas y un buitre real con otros animales frente a un paisaje marítimo, 1714), aunque algunos de los últimos bodegones atribuidos a Jan Weenix, en los que se advierten diferencias con las obras seguras del pintor, podrían haber sido pintados por su hija Maria o por Josina Margareta Weenix.
Fue enterrado en la católica Nieuwezijds Kapel de Ámsterdam el 19 de septiembre de 1719.